# Antoine Brice

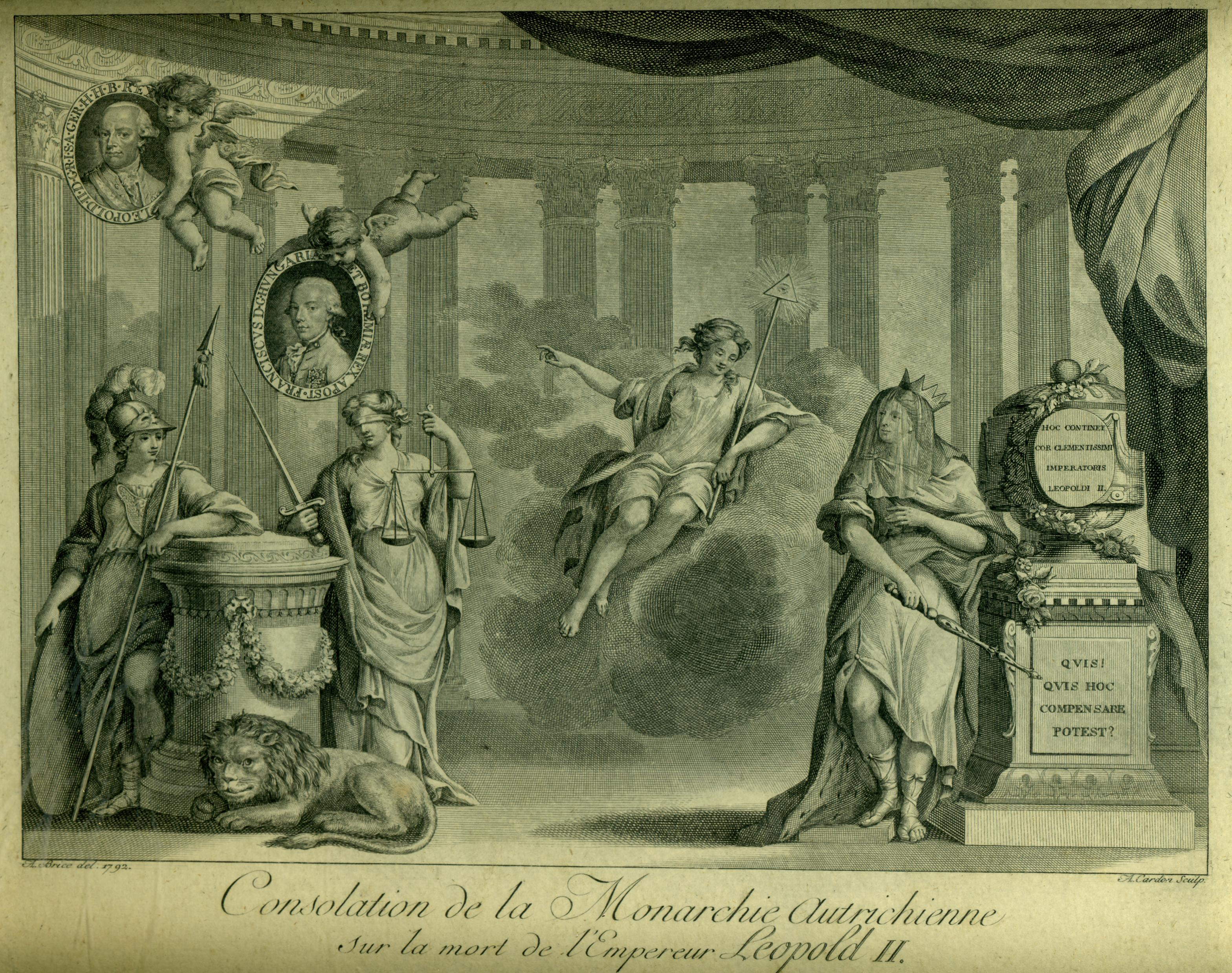
Disegno di Antoine Brice inciso da Antoine Cardon, Consolation de la Monarchie autrichienne sur la mort de l'Empereur Léopold II

Antoine Brice (Bruxelles, 26 maggio 1752 – Bruxelles, 23 gennaio 1817) è stato un pittore francese.

## Biografia
Antoine Brice era figlio del pittore Pierre-François Brice (1714–1794), che operava nell'entourage di Carlo Alessandro di Lorena.
Iniziò lo studio della pittura con suo padre alla corte di Bruxelles come decoratore (1771–1775) e divenne maestro presso la Società dei pittori di Bruxelles il 5 febbraio 1783.
Contemporaneamente seguì una formazione più classica all'Accademia di pittura, scultura e architettura di Bruxelles dove ottenne un primo premio nel 1776.
Questa formazione e l'entourage della Corte del Governatore Generale lo condussero, alla fine del XVIII secolo, a diventare un qualcosa come un pittore ufficiale mescolato agli ambienti aristocratici di Bruxelles in questo periodo di fine del regime austriaco.
Divenne professore all'Académie de Bruxelles insegnando antichità e principi di disegno.
Nel 1810, con altri pittori classici come Antoine Cardon, Charles Verhulst, François-Joseph Navez, fondò la Société des Amateurs d'Arts.
Ebbe come allievo Jean-Baptiste Madou ed era il padre di Ignace Brice.

## Opere scelte
- 1792: Disegno Consolation de la Monarchie autrichienne sur la mort de l'Empereur Léopold II noto per l'incisione realizzata da Antoine Cardon.
- 1792: decorazione nel teatro privato di Bruxelles[1] di François Charliers d'Odomont[2].